# Hadid (міномети)
Запити HM 12, HM 15, HM 16 та HM 19 перенаправляються сюди
Hadid — сімейство іранських мінометів калібру 60, 81, 82 та 120 мм. Представляють із себе неліцензійні копії ізраїльських мінометів.

## HM 12
Неліцензійна копія ізраїльського 60 mm Soltam Standard Mortar.

## HM 15/19
HM 15 — неліцензійна копія ізраїльського 81 mm Soltam Standard Mortar.
HM 19 — розточені під радянські 82-мм міни HM 16 для використання проіранськими терористичними угрупованнями.

## HM 16
Неліцензійна копія ізраїльського Soltam K6.

## Бойове використання

### Російське вторгнення в Україну (2022)
В травні 2022 стало відомо про надходження HM 19, а в липні про HM 16. Згодом з'являлись фото та відео використання систем у боях. Ймовірно, ці міномети перехоплені в хуситів або інших проіранських угруповань та передані Україні Сполученими Штатами.
За повідомленням інструктора військового відділу Фонду «Повернись Живим» Андрія Моруги, міномети повально мають низьку якість виготовлення і постійно ламаються:
| | Ті, що видали ТрО і Збройним Силам, ну так, трошки вони, проблема з ними, що вони: то там відламалось, то там відпало. Трохи вони як на колінках зроблені… я приїхав в бригаду цих мінометників – 50% вже віддали в ремонт. Їх забрали в ремонт, тому що або місце кріплення відпадає, або двонога згинається. І ще одна проблема була у мінометах 82-го калібру, бо вони стандартно ідуть на 81 міліметр, а їх розточили на 82 мм. Але тут розточили, а тут не розточили. І коли роблять два-три постріли, ствол нагрівається і міна застряє посередині ствола. Я думав це одинарний випадок, але всі батальйони приїжджають і у всіх та сама проблема. Кажуть, що ствол нагрівається і міна через раз застряє. Це стосується одного типу мін. |
| — https://mil.in.ua/uk/news/iranski-minomety-instruktor-fondu-povernys-zhyvym-rozpoviv-pro-ekspluatatsiyu-tsogo-ozbroyennya/ | |

## Галерея

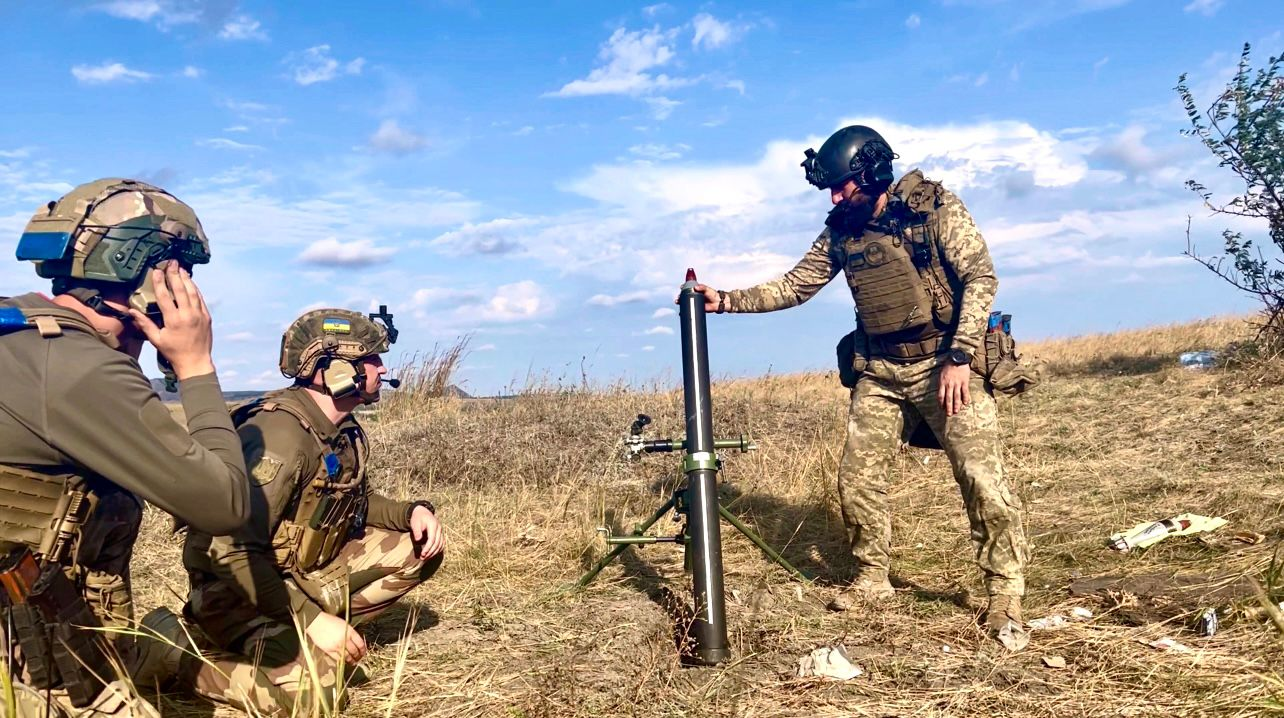
Бійці 72 ОМБр ведуть вогонь із HM 19, вересень 2022
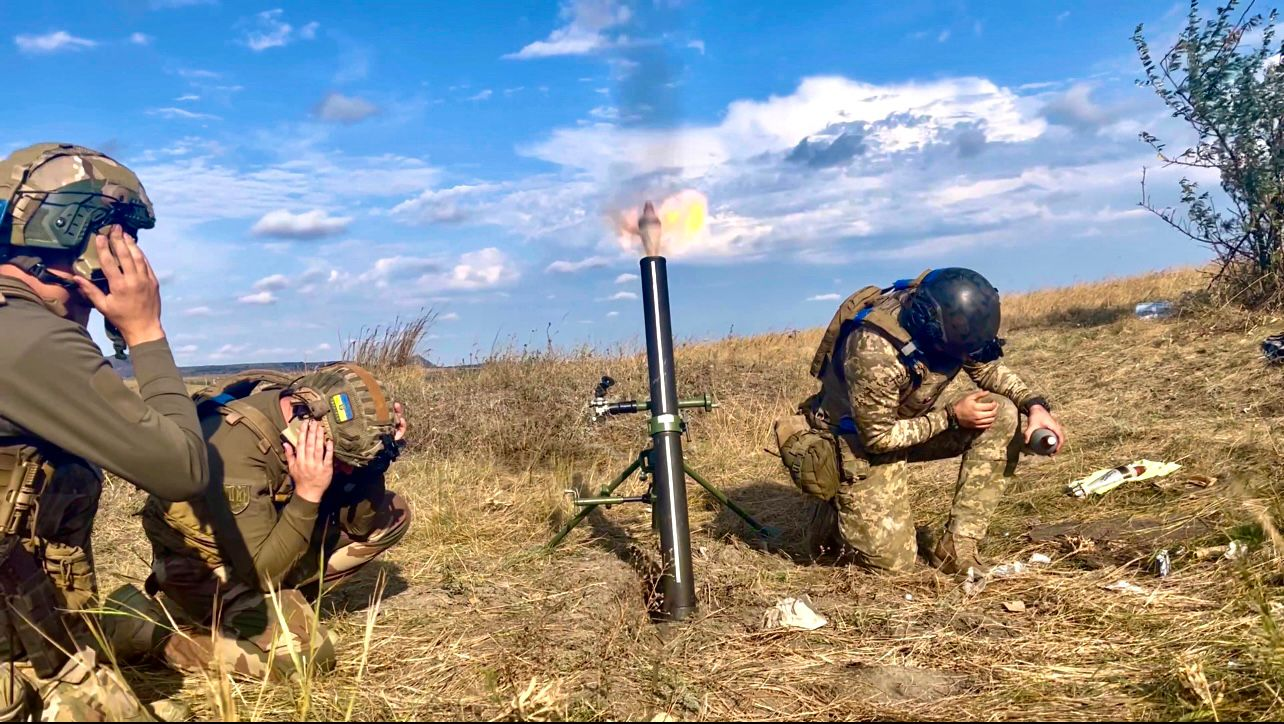
Бійці 72 ОМБр ведуть вогонь із HM 19, вересень 2022